# Wybory parlamentarne we Francji w 2007 roku
Wybory parlamentarne we Francji w 2007 roku – pierwsza tura wyborów do Zgromadzenia Narodowego odbyła się 10 czerwca, druga miała miejsce 17 czerwca. Wybranych zostało 577 parlamentarzystów w ramach 13 kadencji Zgromadzenia Piątej Republiki (od 1958).

## Rezultaty wyborów

### Pierwsza tura
Pierwszą turę wyborów zwyciężyły ugrupowania prawicy i centrum wchodzące w skład tzw. „większości prezydenckiej”, popierające wybranego miesiąc wcześniej prezydenta Nicolasa Sarkozy’ego, zdobywając łącznie 45% (w tym UMP otrzymała 40%, a koalicyjne Nowe Centrum 2,3% głosów). Skrajnie prawicowy Front Narodowy otrzymał 4% głosów, prawie trzykrotnie mniej niż 5 lat temu. Socjaliści (PS) otrzymali 28,5% głosów, podczas gdy koalicja lewicy, której częścią jest PS, zdobyła w sumie 36% głosów.
W pierwszej turze, do urn nie wybrało się od 37% do 40% Francuzów, co jest rekordową absencją w historii Piątej Republiki.

### Druga tura
Druga tura wyborów miała miejsce 17 czerwca 2007 i wg sondaży potwierdzić miała wysoką pozycję wychodzącej partii prezydenckiej UMP, która otrzymać miała do 400 miejsc w Zgromadzeniu Narodowym.
Ostatecznie UMP zdobyła łącznie 313 miejsc w Zgromadzeniu, jej koalicjanci z Nowego Centrum – 22, eurosceptyczny Ruch dla Francji – 2, niezależni kandydaci prawicy - 8. PS uzyskała 186 miejsc, Zieloni – 4 mandaty, Francuska Partia Komunistyczna – 15, Lewicowa Partia Radykalna – 9, niezależni kandydaci lewicy - 13. Nowe ugrupowanie François Bayrou, MoDem posiadać będzie 3 deputowanych, zaś 2 mandaty przypadły kandydatom regionalnych partii z terytoriów zależnych.
Jedyna kandydatka narodowościowego Front National, która przeszła do drugiej tury, Marine Le Pen nie dostała się do Zgromadzenia. Poza parlamentem pozostał także Alain Juppé, nowy minister ekologii i zrównoważonego rozwoju (zrezygnował z tej funkcji po ogłoszeniu wyników).
Po zamknięciu urn, jedna z agencji prasowych ogłosiła, że w mającej się ukazać książce pt Les coulisses d'une défaite autorstwa Ségolène Royal, była kandydatka PS na urząd prezydencki oznajmia swoją separację z François Hollande, pierwszym sekretarzem tejże partii i jej długoletnim partnerem życiowym.
W nowym Zgromadzeniu zasiądzie 107 kobiet (wcześniej: 71), co jest największą ich liczbą w historii kraju.

## Wyniki szczegółowe
|  | Partia                         | Głosy (1. tura) | Procent (1. tura) | Głosy (2. tura) | Procent (2. tura) | Mandaty                              |
|  | ------------------------------ | --------------- | ----------------- | --------------- | ----------------- | ------------------------------------ |
|  | Unia na rzecz Ruchu Ludowego   | 10 289 028      | 39,54%            | 9 463 408       | 46,37%            | 313                                  |
|  | Partia Socjalistyczna          | 6 436 136       | 24,73%            | 8 622 529       | 42,25%            | 186                                  |
|  | Ruch Demokratyczny             | 1 981 121       | 7,61%             | 100 106         | 0,49%             | 3                                    |
|  | Front Narodowy                 | 1 116 005       | 4,29%             | 17 107          | 0,08%             | 0                                    |
|  | Francuska Partia Komunistyczna | 1 115 719       | 4,29%             | 464 739         | 2,28%             | 15                                   |
|  | Radykalna lewica LO i LCR      | 887 887         | 3,41%             | -               | -                 | 0                                    |
|  | Zieloni                        | 845 884         | 3,25%             | 90 975          | 0,45%             | 4                                    |
|  | Nowe Centrum                   | 616 443         | 2,37%             | 432 921         | 2,12%             | 22                                   |
|  | Ruch dla Francji               | 312 587         | 1,20%             | -               | -                 | 2                                    |
|  | Inne                           | 2 422 242       | 9,62%             | 1 938 561       | 5,5%              | 32                                   |
|  | Razem                          | 26 023 052      | 100%              | 21 130 346      | 100%              | 577                                  |
|  | Frekwencja                     | Frekwencja      | Frekwencja        | Frekwencja      | Frekwencja        | 60,44% (1. runda), 59,99% (2. runda) |